# Newtonmeter
Newtonmeter er SI-enheden for drejningsmoment, populært sagt den "kraft" hvormed et eller andet, f.eks. et hjul eller låget på et syltetøjsglas, drejes rundt.
På illustrationen til højre strammes møtrikken ved 1 ved at armen til højre trækker nedefter i punktet 2: Det drejningsmoment som møtrikken drejes med, udtrykkes ved den kraft hvormed hånden trækker, multipliceret med afstanden mellem 1 og 3 (den såkaldte "arm"). bruger man SI-enheder, skal kraften udtrykkes i Newton, og "armens" længde i meter, og følgelig bliver SI-enheden for drejningsmoment Newton gange meter, eller helt kort: Newtonmeter.